# Стоунер, Клэйтон
Клэ́йтон Сто́унер (англ. Clayton Stoner; 19 февраля 1985, Порт Макнейлл, Британская Колумбия, Канада) — профессиональный канадский хоккеист, защитник. В настоящее время выступает за команду НХЛ «Вегас Голден Найтс». Игрок был задрафтован в третьем раунде под 79-м общим номером клубом «Миннесота Уайлд» на драфте 2004 года.

## Карьера
Стоунер начал свою профессиональную карьеру в Американской Хоккейной Лиге (АХЛ), в фарм-клубе задрафтовавшей его «Миннесоты», «Хьюстон Аэрос», в котором он провёл четыре с половиной сезона. Его дебют в НХЛ пришёлся на сезон 2009/10, в котором он отыграл 8 игр, набрав два ассистентских балла и 12 штрафных минут. Стоунер начал регулярно играть в НХЛ с начала сезона 2010/11, в котором он провёл 57 матчей за «Уайлд». В этом же сезоне он открыл счёт своим голам в НХЛ, 4 января 2011 года пробив Юхана Хедберга, защищавшего ворота «Нью-Джерси Дэвилз».
В 2014 году, Клэйтон Стоунер отметился в игре против «Эдмонтон Ойлерз». В драке против Люка Газдича он сломал палец так, что палец принял форму буквы «L». Тем не менее, Клэйтон нашёл в себе силы вернуться в игру, крепко перемотав сломанный палец, и чуть не повторно не подрался с Мэттом Хендриксом, но судьи разняли обоих, не дав провести ни одного удара.
18 марта 2014 года Стоунер забил свой 4 гол в НХЛ, выйдя один на один против вратаря «Нью-Йорк Айлендерс». Выскочив со скамейки штрафников, он получил передачу от капитана «дикарей» Микко Койву и переиграл вратаря Андерса Нильссона обманным движением. Стоунер прервал почти двухлетнюю безголевую серию, забив свой первый в сезоне гол и сделав счёт 4-0 в пользу «Уайлд». Матч завершился со счётом 6-0.
Во время локаута в НХЛ в сезоне 2012/2013 Стоунер играл за ХК «Банска-Бистрица» из словацкой Экстралиги, набрав 5 результативных баллов в 8 играх.
1 июля 2014 года Стоунер в качестве свободного агента подписал четырёхлетний контракт с «Анахайм Дакс» общей суммой в $ 13 млн.
Из-за проблем с брюшной полостью защитник не играл 15 ноября 2016 года.
На драфте расширения 2017 был выбран новым клубом «Вегас Голден Найтс» по предварительной договоренности с «Анахаймом». Вместе со Стоунером в «Вегас» перешел перспективный защитник Ши Теодор.
За «Вегас» Клэйтон из-за проблем со здоровьем так и не провёл ни одного матча, заработав рецидив прошлогодней травмы по ходу тренировочного лагеря команды. После окончания сезона у Стоунера истёк контракт.

## Личная жизнь
В 2013 года Стоунеру выложил в социальную сеть снимок, изображающий его с убитым медведем-гризли. Несмотря на заявления о легальности действий Стоунера, ему были предъявлены обвинения в браконьерстве, даче ложных показаний и сокрытии туши медведя. Игроку грозит штраф в 250 тысяч долларов США.